# Damernas tvåa utan styrman i rodd vid olympiska sommarspelen 2016
Damernas tvåa utan styrman i rodd vid olympiska sommarspelen 2016 avgjordes mellan den 6 och 11 augusti 2016 i Rio de Janeiro.

## Resultat

### Försöksheat
De tre första i varje försöksheat gick vidare till semifinal medan övriga gick till återkvalet.

#### Heat 1
| Placering | Roddare                           | Land           | Tid     | Noteringar |
| --------- | --------------------------------- | -------------- | ------- | ---------- |
| 1         | Helen Glover Heather Stanning     | Storbritannien | 7.05,05 | Semifinal  |
| 2         | Hedvig Rasmussen Anne Andersen    | Danmark        | 7.05,28 | Semifinal  |
| 3         | Kerstin Hartmann Kathrin Marchand | Tyskland       | 7.17,98 | Semifinal  |
| 4         | Jennifer Martins Nicole Hare      | Kanada         | 7.22,99 | Återkval   |
| 5         | Aletta Jorritsma Karien Robbers   | Nederländerna  | 7.23,10 | Återkval   |

#### Heat 2
| Placering | Roddare                         | Land        | Tid     | Noteringar |
| --------- | ------------------------------- | ----------- | ------- | ---------- |
| 1         | Genevieve Behrent Rebecca Scown | Nya Zeeland | 7.09,23 | Semifinal  |
| 2         | Lee-Ann Persse Kate Christowitz | Sydafrika   | 7.11,29 | Semifinal  |
| 3         | Zhang Min Miao Tian             | Kina        | 7.15,66 | Semifinal  |
| 4         | Noémie Kober Marie Le Nepvou    | Frankrike   | 7.26,28 | Återkval   |
| 5         | Alena Furman Ina Nikulina       | Belarus     | 7.35,23 | Återkval   |

#### Heat 3
| Placering | Roddare                            | Land     | Tid     | Noteringar |
| --------- | ---------------------------------- | -------- | ------- | ---------- |
| 1         | Felice Mueller Grace Luczak        | USA      | 7.05,14 | Semifinal  |
| 2         | Anna Boada Aina Cid                | Spanien  | 7.12,00 | Semifinal  |
| 3         | Anna Wierzbowska Maria Wierzbowska | Polen    | 7.12,82 | Semifinal  |
| 4         | Alessandra Patelli Sara Bertolasi  | Italien  | 7.13,06 | Återkval   |
| 5         | Mădălina Bereș Laura Oprea         | Rumänien | 7.18,16 | Återkval   |

### Återkval
De tre första i återkvalet gick vidare till semifinal medan övriga gick till C-finalen.
| Placering | Roddare                           | Land          | Tid     | Noteringar |
| --------- | --------------------------------- | ------------- | ------- | ---------- |
| 1         | Mădălina Bereș Laura Oprea        | Rumänien      | 7.55,25 | Semifinal  |
| 2         | Alessandra Patelli Sara Bertolasi | Italien       | 7.58,89 | Semifinal  |
| 3         | Noémie Kober Marie Le Nepvou      | Frankrike     | 7.59,44 | Semifinal  |
| 4         | Jennifer Martins Nicole Hare      | Kanada        | 8.01,09 | C-final    |
| 5         | Aletta Jorritsma Karien Robbers   | Nederländerna | 8.03,07 | C-final    |
| 6         | Alena Furman Ina Nikulina         | Belarus       | 8.07,16 | C-final    |

### Semifinaler
De tre första i varje semifinal gick vidare till A-finalen medan övriga gick till B-finalen.

#### Semifinal 1
| Placering | Roddare                            | Land           | Tid     | Noteringar |
| --------- | ---------------------------------- | -------------- | ------- | ---------- |
| 1         | Helen Glover Heather Stanning      | Storbritannien | 7.18,69 | A-final    |
| 2         | Felice Mueller Grace Luczak        | USA            | 7.20,93 | A-final    |
| 3         | Lee-Ann Persse Kate Christowitz    | Sydafrika      | 7.24,03 | A-final    |
| 4         | Mădălina Bereș Laura Oprea         | Rumänien       | 7.29,20 | B-final    |
| 5         | Anna Wierzbowska Maria Wierzbowska | Polen          | 7.39,12 | B-final    |
| 6         | Alessandra Patelli Sara Bertolasi  | Italien        | 7.45,44 | B-final    |

#### Semifinal 2
| Placering | Roddare                           | Land        | Tid     | Noteringar |
| --------- | --------------------------------- | ----------- | ------- | ---------- |
| 1         | Hedvig Rasmussen Anne Andersen    | Danmark     | 7.27,56 | A-final    |
| 2         | Genevieve Behrent Rebecca Scown   | Nya Zeeland | 7.29,67 | A-final    |
| 3         | Anna Boada Aina Cid               | Spanien     | 7.30,79 | A-final    |
| 4         | Zhang Min Miao Tian               | Kina        | 7.30,90 | B-final    |
| 5         | Kerstin Hartmann Kathrin Marchand | Tyskland    | 7.39,79 | B-final    |
| 6         | Noémie Kober Marie Le Nepvou      | Frankrike   | 7.44,81 | B-final    |

### Finaler

#### C-final
| Placering | Roddare                         | Land          | Tid     | Noteringar |
| --------- | ------------------------------- | ------------- | ------- | ---------- |
| 1         | Aletta Jorritsma Karien Robbers | Nederländerna | 8.23,61 |            |
| 2         | Jennifer Martins Nicole Hare    | Kanada        | 8.26,03 |            |
| 3         | Alena Furman Ina Nikulina       | Belarus       | 8.32,54 |            |

#### B-final
| Placering | Roddare                            | Land      | Tid     | Noteringar |
| --------- | ---------------------------------- | --------- | ------- | ---------- |
| 1         | Zhang Min Miao Tian                | Kina      | 7.17,12 |            |
| 2         | Kerstin Hartmann Kathrin Marchand  | Tyskland  | 7.18,57 |            |
| 3         | Mădălina Bereș Laura Oprea         | Rumänien  | 7.19,63 |            |
| 4         | Anna Wierzbowska Maria Wierzbowska | Polen     | 7.21,53 |            |
| 5         | Alessandra Patelli Sara Bertolasi  | Italien   | 7.24,51 |            |
| 6         | Noémie Kober Marie Le Nepvou       | Frankrike | 7.26,55 |            |

#### A-final
| Placering | Roddare                         | Land           | Tid     | Noteringar |
| --------- | ------------------------------- | -------------- | ------- | ---------- |
| 1         | Helen Glover Heather Stanning   | Storbritannien | 7.18,29 |            |
| 2         | Genevieve Behrent Rebecca Scown | Nya Zeeland    | 7.19,53 |            |
| 3         | Hedvig Rasmussen Anne Andersen  | Danmark        | 7.20,71 |            |
| 4         | Felice Mueller Grace Luczak     | USA            | 7.24,77 |            |
| 5         | Lee-Ann Persse Kate Christowitz | Sydafrika      | 7.28,50 |            |
| 6         | Anna Boada Aina Cid             | Spanien        | 7.35,22 |            |